# 奥村亀三郎
奥村 亀三郎（おくむら かめさぶろう、龜三郎、1844年（弘化元年2月）- 1901年（明治34年）11月3日）は、明治期の実業家、政治家。衆議院議員、茨城県会議長。

## 経歴
下野国安蘇郡天明町（栃木県安蘇郡天明町、佐野町を経て現佐野市）で生まれた。茨城県結城郡結城町（現結城市結城町）の奥村清八の養嗣子となる。漢学を修め、商業を営む。結城藩土地開拓掛を務めた。結城銀行を設立した。
自由民権運動に加わり、結城町会議員を務めた。1886年（明治19年）茨城県会議員に選出され、1898年（明治31年）まで在任し、同常置委員、第12代県会議長も務めた。
1898年（明治31年）3月の第5回衆議院議員総選挙（茨城県第4区、山下倶楽部）で当選し、衆議院議員に1期在任した。

## 国政選挙歴
- 第4回衆議院議員総選挙（茨城県第4区、1894年9月、自由党）落選[4]
- 第5回衆議院議員総選挙（茨城県第4区、1898年3月、山下倶楽部）当選[4]
- 第6回衆議院議員総選挙（茨城県第4区、1898年8月、無所属）次点落選[4]